# San Benedetto Ullano
San Benedetto Ullano (Shën Benedhiti in arbëreshë) è un comune italiano di 1 355 abitanti della provincia di Cosenza, in Calabria.
Situato ai piedi del colle Sant'Elia, all'altitudine media di 460 metri s.l.m., il centro è posto sul fianco orientale della Catena Paolana in posizione dominante la valle del Crati.
Tra gli insediamenti arbëreshë più vicini a Cosenza, fu a lungo la principale comunità albanese di Calabria e dal 1732 fu sede del collegio per la formazione dei propri sacerdoti di rito greco-cattolico, in seguito trasferito nel 1860 a San Demetrio Corone. Fu uno dei centri principali della cultura degli albanesi di Calabria, e nel Risorgimento uno dei centri più attivi di propaganda e azione insurrezionale della regione. 

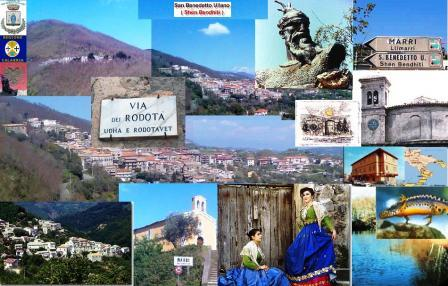
Collage di foto su San Benedetto Ullano

Nelle due frazioni di Marri, a 440 metri s.l.m., anch'essa storica comunità albanese, e Piano dei Rossi, a 450 metri s.l.m., è ancora parlata la lingua albanese.

## Geografia fisica

### Clima
- Classificazione climatica: zona D, 1750 GR/G

## Storia
Il paese ha origine molto antiche e le prime notizie storiche certe risalgono agli ultimi decenni del XII secolo, quando fu feudo dei duchi normanni di Montalto, che in quegli anni vi fondarono un monastero benedettino, da cui il piccolo borgo prese il nome. La specifica "Ullano" si riferisce, probabilmente, ad un antico luogo abitato che sorgeva nei pressi, dal latino Aulanium. L'antico borgo medioevale ebbe un decisivo impulso demografico ed economico, con conseguente sviluppo urbanistico, nella seconda metà del XV secolo, quando fu ripopolato da profughi albanesi.
Vi sorse nel 1732 il collegio italo-albanese, detto italo-greco corsiniano o ullanense-corsiniano, in onore di papa Clemente XIII che lo istituì per la formazione del clero di rito greco-cattolico.
Il paese fu coinvolto nelle lotte del risorgimento italiano; molti suoi abitanti presero parte attiva ai moti di Cosenza del 1844 e 1848.

### Simboli
Lo stemma e il gonfalone del comune di San Benedetto Ullano sono stati concessi con decreto del presidente della Repubblica del 5 dicembre 1984.
Il gonfalone è un drappo d'azzurro.

## Monumenti e luoghi d'interesse

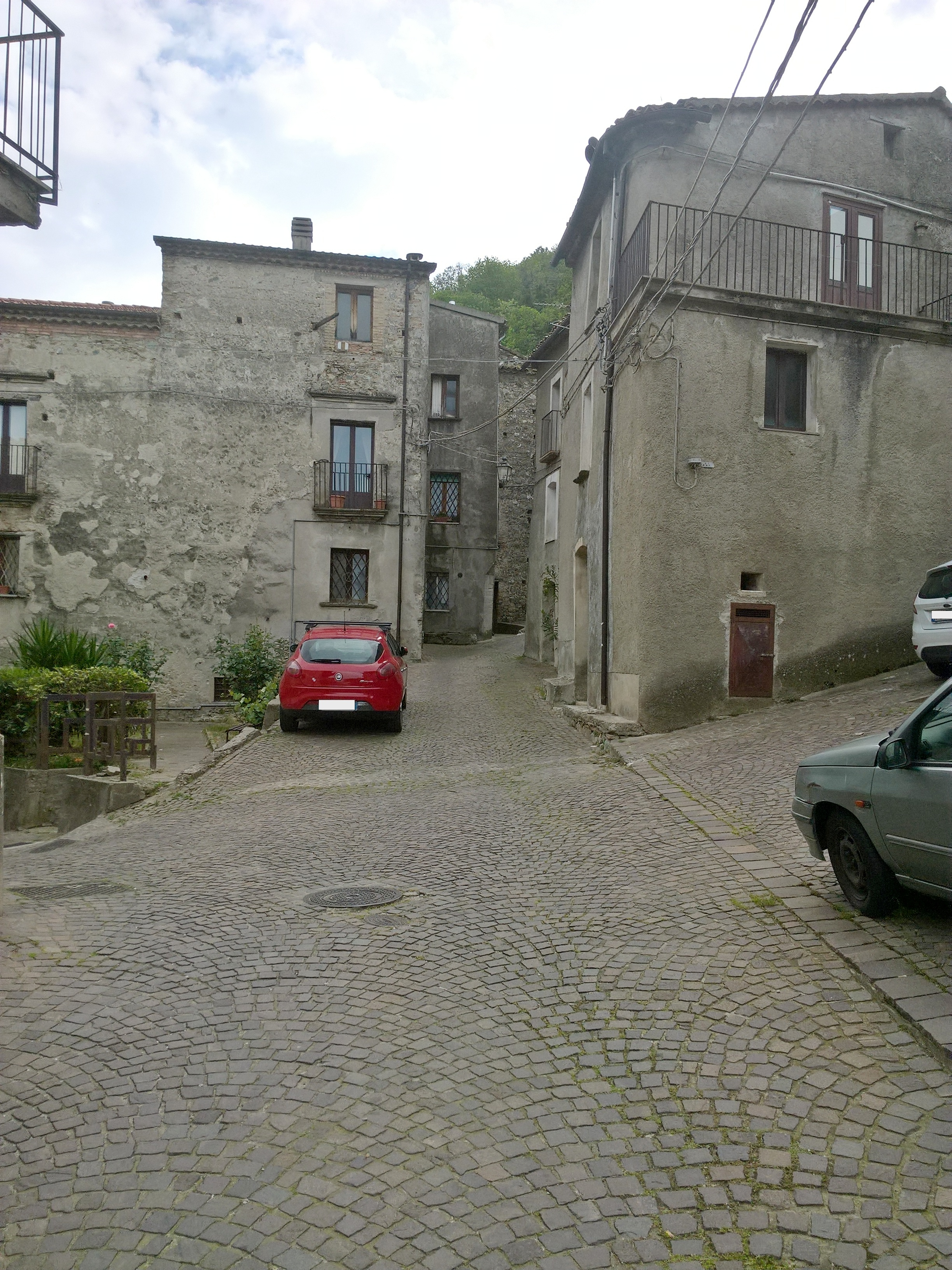
Una gjitonia del centro storico

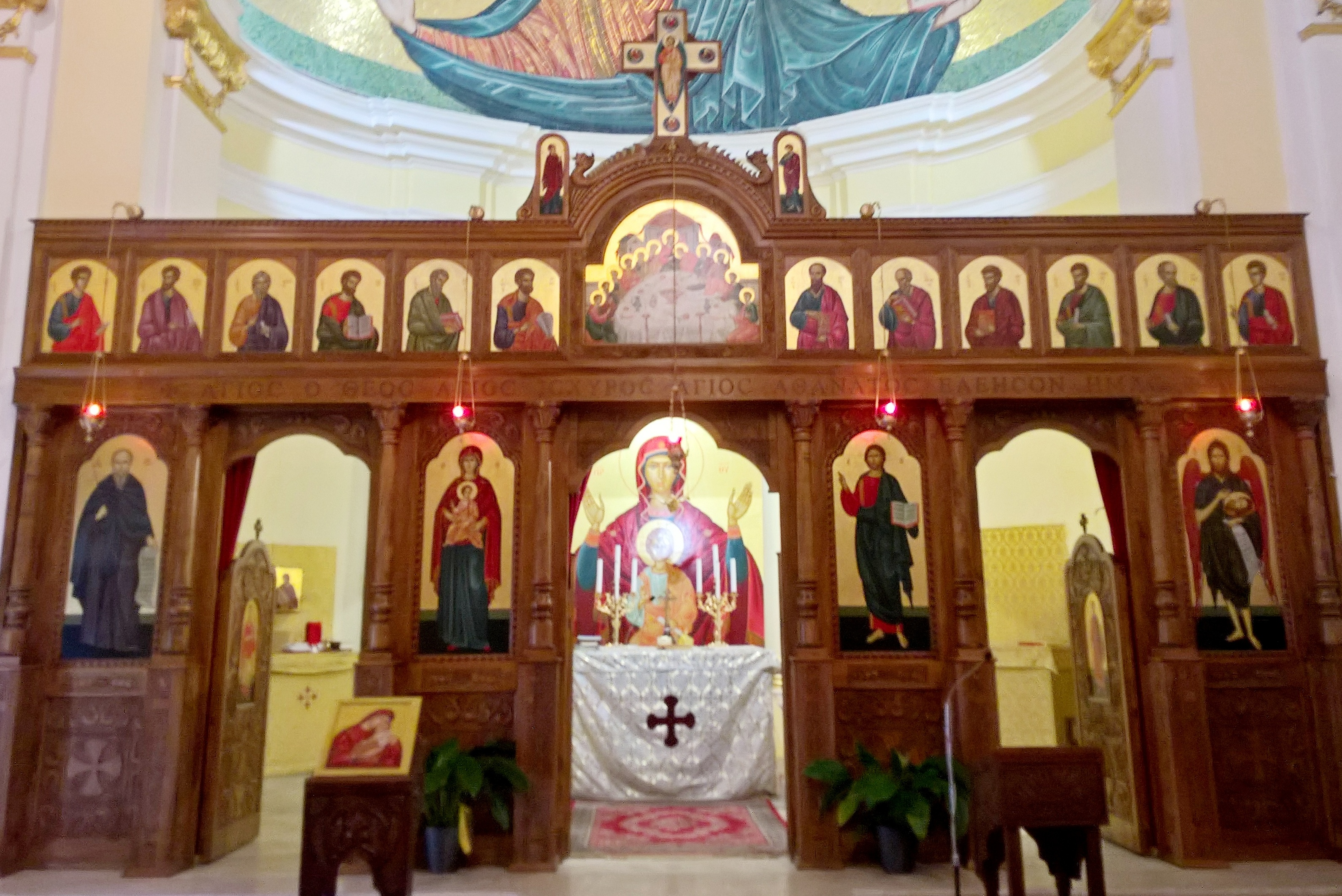
Chiesa San Benedetto Abate, iconostasi

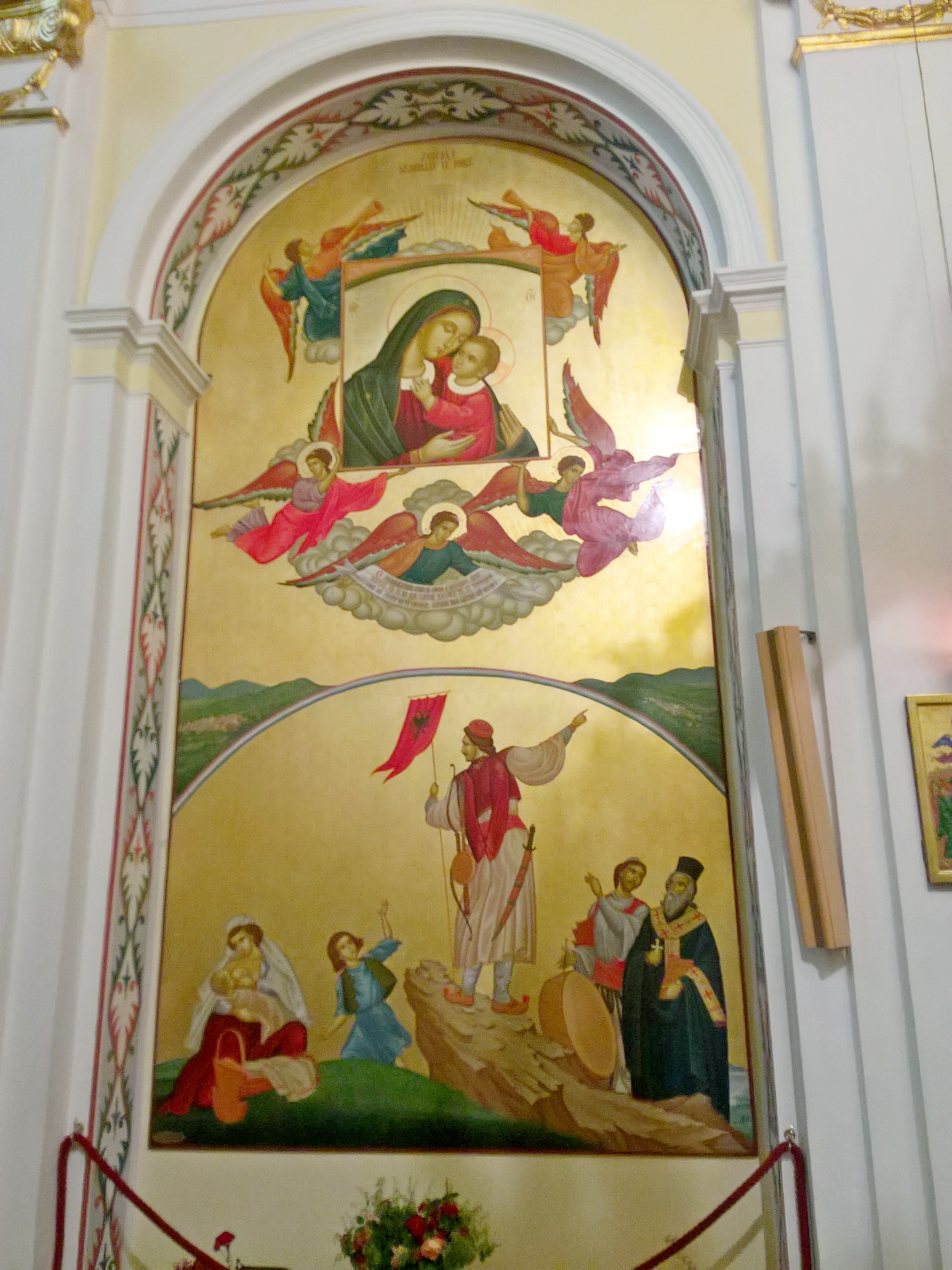
Chiesa San Benedetto Abate, affresco, l'arrivo degli esuli albanesi in Italia

Contornata dalla natura e da un paesaggio montuoso, il centro storico di San Benedetto Ullano è caratterizzato da ricchi portali settecenteschi con stemmi e numerosi archi e archetti che sono tipici delle gjitonie. 
Rilevante è la cappella della nobile famiglia dei Rodotà dei Coronei, nella Chiesa dedicata alla Madre del Buon Consiglio dei primi decenni del 1700, dove la balaustra dell'altare, chiaramente latina, contrasta con l'altare quadrato sormontato da quattro colonne tipicamente di stile bizantino; uno sguardo all'urna cineraria di epoca imperiale romana e ad alcune epigrafi.

## Società

### Evoluzione demografica

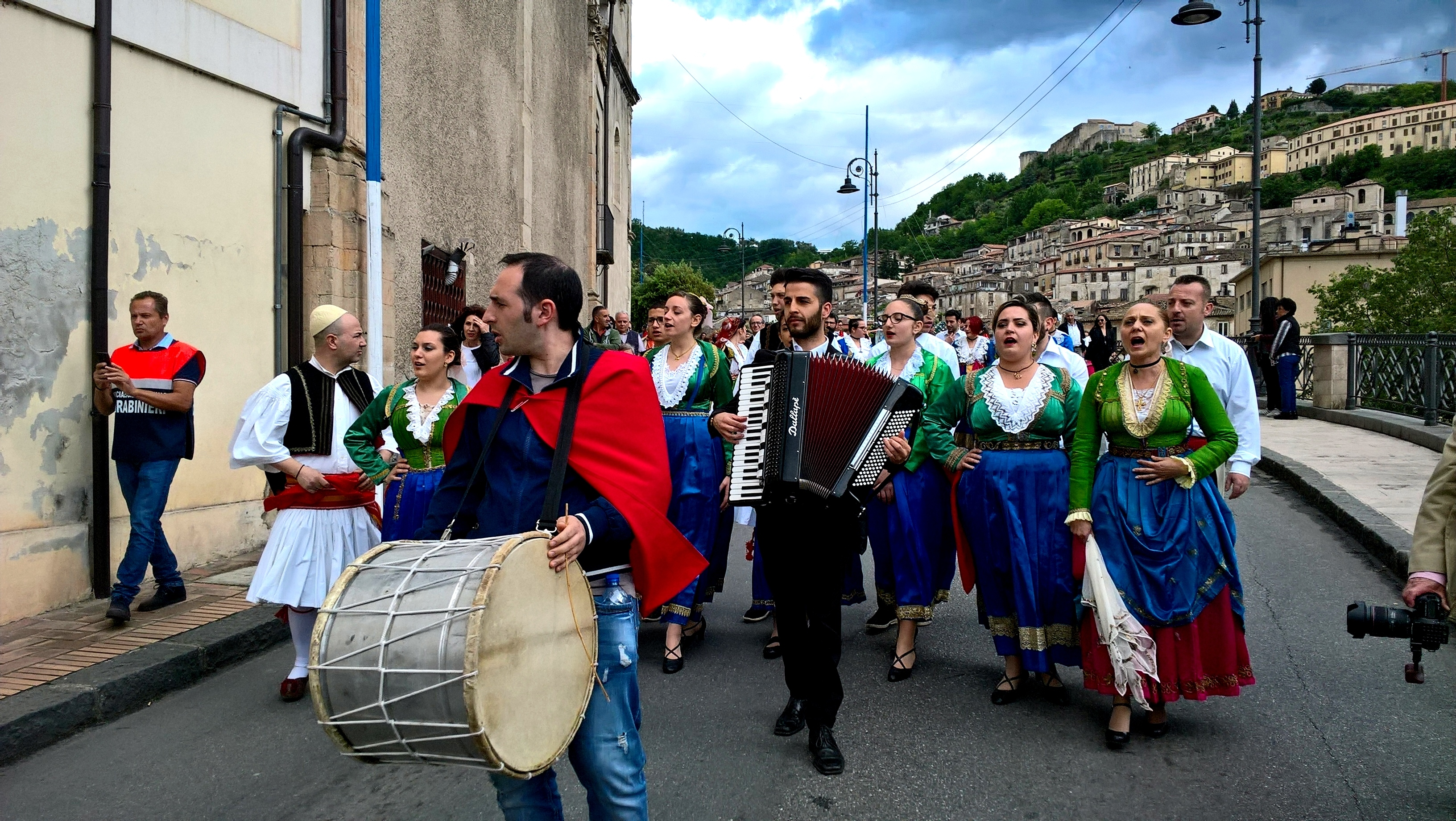
Costumi albanesi di San Benedetto Ullano

Abitanti censiti

### Tradizioni e folclore
La mattina della Domenica delle palme si svolgono processioni commemorative della resurrezione di Lazzaro, cantando le "Kalimere". Degli antichi e complessi riti che si svolgono nel corso della Settimana Santa permane la processione degli "Açiomeri" del Giovedì e Venerdì santo. La festa della Madre del Buon Consiglio si festeggia la prima domenica di maggio e il culto si collega all'esodo degli albanesi in Calabria.

## Economia

### Artigianato
Tra le attività più tradizionali vi sono quelle artigianali, che si distinguono per l'arte della tessitura, finalizzata alla realizzazione di arazzi, di coperte, di borse, caratterizzate da disegni e da temi ispirati alla storia albanese.

## Geografia antropica

### Frazioni
La frazione Marri venne fondata nella seconda metà del XV secolo da Arbëreshë che oltrepassarono il fiume Argentino; vi si trova la chiesa di San Salvatore in località Piano dei Rossi, realizzata nei caratteri tipici di recupero delle forme stilistiche bizantine.

## Amministrazione
| Periodo | Periodo   | Primo cittadino           | Partito                            | Carica  | Note |
| ------- | --------- | ------------------------- | ---------------------------------- | ------- | ---- |
| 1985    | 1990      | Agesilao Milano           | Partito Comunista Italiano         | Sindaco |      |
| 1990    | 1995      | Luigi Mazzucca            | Democrazia Cristiana               | Sindaco |      |
| 1995    | 1999      | Raffaele Greco            | Partito Democratico della Sinistra | Sindaco |      |
| 1999    | 2004      | Raffaele Greco            | Democratici di Sinistra            | Sindaco |      |
| 2004    | 2014      | Gianni Carnevale          | Lista civica                       | Sindaco |      |
| 2014    | in carica | Rosaria Amalia Capparelli | Impegno Comune                     | Sindaco |      |